# Micaela Villegas
María Micaela Villegas y Hurtado de Mendoza (Lima, 28 septembre 1748 – Lima, 16 mai 1819), connue sous le nom de scène de La Perricholi, est une célèbre chanteuse et actrice de théâtre péruvienne. Elle est une des péruviennes les plus célèbres du XVIIIe siècle, et précède les grandes divas du spectacle.

## Enfance
D'après ce qui figure au début de son acte de baptême, trouvé dans l'église Saint-Sébastien, à Lima, Micaela Villegas est née le 28 septembre 1748 (le lieu de naissance n'est pas spécifié). Elle est l'aînée des six enfants qu'ont eu Joseph Villegas y Arancibia (originaire de la ville d'Arequipa) et María Teresa Hurtado de Mendoza y de la Cueva (originaire de Lima).
Des auteurs avancent qu'elle est née dans le village de Tomayquichua (département de Huánuco) où une maison aurait été sa résidence. L'origine véritable de la chanteuse est inconnue, mais beaucoup considèrent comme certaine cette hypothèse malgré l'absence de preuves, dont Enrique López Albújar et Ricardo Palma.
Les documents légaux mentionnant Micaela Villegas indiquent qu'elle est native de Lima, ce qu'elle déclare elle-même dans son testament.
Son enfance reste peu connue. Sa famille est de condition modeste et habite dans le quartier du Rímac. Elle apprend à lire et à écrire, chose rare pour les femmes de l'époque, et est passionnée par les œuvres de Lope de Vega et de Calderón de la Barca. Elle aime également le chant et la danse, et elle trouve sa vocation très jeune dans le théâtre, alors même que ce métier est jugé déplacé pour une femme.

## Le théâtre
Âgée de 15 ans, elle fait ses débuts dans le Corral de comedias de Maza, alors connu comme acteur et impresario. Ce dernier protège l'adolescente et lui enseigne le métier d'actrice de théâtre.
Le théâtre est sa passion, et avant d'avoir 20 ans son talent et son éloquence la font devenir actrice de mode. Douée d'une imagination importante et ayant une bonne mémoire, la jeune actrice récite de nombreux romans chevaleresques et scènes comiques. Le public est attiré par ses prestations au théâtre. C'est une actrice très admirée dont la renommée dépasse les limites de la vice-royauté.
Elle entreprend une romance qui dure 14 ans avec le vice-roi sexagénaire don Manuel de Amat y Junyent (en), ce qui fait scandale. Elle devient l'amante d'Amat et une actrice de la vie mondaine de Lima. En 1769, elle donne naissance à leur fils Manuel.
Micaela Villegas favorise la construction de nombreux édifices qu'Amat réalise pendant son mandat :
- La Alameda de los Descalzos
- L'hôtel particulier La Qunta de Prisa, qui était l'ancienne maison de la famille aristocratique Carrillo de Albornoz et Bravo de Lagunas, Marquis de Montemar et Monteblanco
- Le sanctuaire et Monastère de las Nazarenas, qui hébergeait l'image du Seigneur des Miracles, à laquelle l'actrice voue un culte
- El Paseo de Aguas bâti pour l'impressionner. La légende veut que lorsque le vice-roi lui déclare son amour, elle lui répond qu'elle l'accepte à condition qu'il lui mette la Lune à ses pieds ; alors le vice-roi a commandite la construction du Paseo de Aguas, entouré par quelques arcs de style français et ayant en son centre une grande fontaine où se reflète le ciel. Lors d'une nuit de pleine lune, l'homme amène la femme au bord de la fontaine et lui dit : « Aujourd'hui je mets la Lune à tes pieds »

## La Perricholi

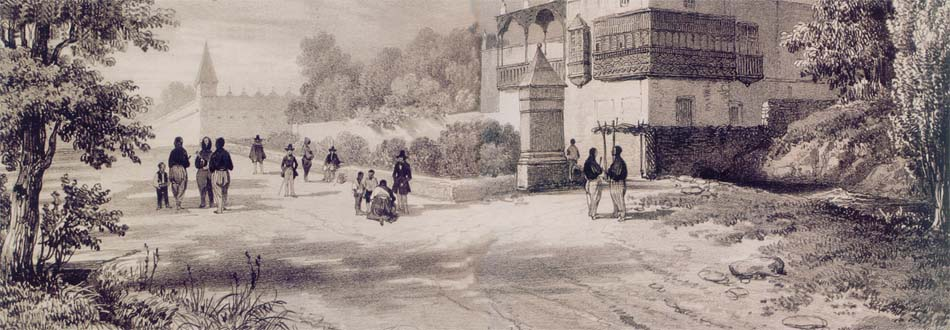
Paysage de Lima sur lequel on remarque la maison de Micaela Villegas (la Perricholi), que lui a offerte le vice-roi Amat. Dessin de Max de Radiguet.

Le nom de Perricholi est attribué au vice-roi Amat, mais il existe de nombreuses histoires à l'égard de la signification de ce dernier. Certaines racontent qu'Amat l'appelait « peti-xol » lorsqu'ils étaient tous les deux, ce qui en catalan signifie ‘petite merveille’; D'autres rapportent aussi que le terme « pirri » est utilisé à cette époque comme diminutif, donc « pirri-choli » ou «petite-cholo» signifierait tendrement ‘jolie petite indienne’. L'histoire la plus connue est probablement diffusée par les nombreux ennemis qu'avait le vice-roi : elle raconte que lors d'une querelle entre les amants, Amat, en colère, l'aurait appelé «perra chola» (chienne indigène, cholo ayant, le plus souvent une connotation péjorative), et, avec son accent catalan cela aurait donné « perri choli ». L'incident est colporté au palais et dans la haute société de Lima – qui n'apprécie pas  l'actrice – et on commence à l'appeler « La Perricholi » pour l'humilier.
Bien qu'elle ait été très célébrée pour sa beauté, il n'existe aucun portrait d'elle, seulement des descriptions enthousiastes, comme celle de José Antonio Lavalle et autres moins flatteuses comme celle de Ricardo Palma.
Miquita, comme l'appelait Amat, aimait se montrer publiquement aux côtés du vice-roi et provoquer l'envie chez la noblesse coloniale liménienne. Son caractère impulsif a beaucoup joué dans certains scandales : en 1773, lors d'une représentation théâtrale, elle donne une gifle à un acteur face aux huées du public. Cela provoque la séparation du couple pendant deux ans, pendant lesquels elle s'éloigne aussi du théâtre. Ils se réconcilient mais mettent fin à leur relation, et un mois plus tard elle réapparait sur les planches.
Un des épisodes les plus connus de sa vie est celui de sa promenade dans un carrosse fastueux plaqué argent à l'occasion de la fête de la Portioncule, ce qui cause un immense scandale, car ce privilège est réservé aux membres de l'aristocratie. De retour à son hôtel particulier elle tombe sur un paroissien de l'Église de San Lázaro qui portait le Saint Sacrement et qui se dirige à pied chez un moribond. Honteuse de sa frivolité, elle descend du carrosse, s'agenouille face au prêtre et le supplie de monter à bord pour qu'elle le conduise auprès du mourant ; elle offre par la suite le précieux véhicule à la paroisse.

## Sa vie sans Amat

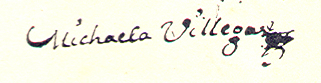
Signature de Micaela Villegas

En 1776, Amat n'est plus vice-roi du Pérou. Il rentre en Espagne et laisse à Micaela une généreuse pension et diverses propriétés. Cette dernière reste à Lima avec son fils, où elle doit faire face aux attaques des ennemis de l'ex vice-roi, qui se manifestent avec des chansons et des feuilletons, le plus injurieux étant le "Drame des fanfarons : vétéran et novice".
En 1788, l'actrice fait ses adieux à la scène et achète le Colisée Royal de la Comédie en s'associant avec Vicente Fermín de Echarri avec lequel elle se marie en 1795. Dès lors, elle vit tranquillement et se consacre à l'administration du théâtre. Treize ans plus tard, elle devient veuve.
À la mort d'Amat, son fils Manuel part en Espagne pour obtenir la part d'héritage qui lui revient en tant que  son fils. Le vice-roi ayant entretenu des relations amoureuses avec la comtesse de Castille, Josefa de Leon, il a un autre fils appelé Manuel Amat y Leon. Ce dernier  réclame la totalité de l'héritage et l'obtient, étant d'ascendance noble par son père et sa mère. Il obtient toute la fortune et les titres du vice-roi.
C'est une des petites-filles du colonel Manuel Amat y Leon qui bâtit l'unique château du Pérou à Chancay.

## Décès
Pendant ses dernières années, elle se consacre à la prière, en portant l'habit des carmélites et en réalisant  des œuvres de charité, qui la font apprécier des locaux.
Micaela Villegas meurt dans sa maison de la Alameda Vieja le 16 mai 1819 à l'âge de 71 ans. Son inhumation est des plus simples, selon ses propres vœux. Elle laisse derrière elle, comme héritier et héritière de ses biens, son fils Manuel et sa petite-fille Tomasa. Elle est enterrée dans l'Église de la Recoleta de San Francisco. L'annonce de son décès est enregistrée par les principaux quotidiens de l'époque.

## Descendance
- Avec Manuel d'Amat y Junient :
  - Manuel d'Amat y Villegas (marié avec Margarita García Mancebo y Larrea) :
    - Tomasa Amat y García-Mancebo (mariée avec José de Jáuregui y Caballero, puis avec Manuel Martínez de Aparicio).
    - José Benigno Amat y García-Mancebo (marié avec María Mercedes Besares y Ramírez).
    - Manuela Amat y García-Mancebo
    - Melchora Amat y García-Mancebo
    - Andrea Amat y García-Mancebo (mariée avec Ignacio Francisco Grados Donayre).

## La Perricholidans les arts
Micaela Villegas, La Perricholi, est devenue une source d'inspiration et a entraîné la production d'œuvres poétiques, dramatiques, musicales et cinématographiques.
- 1830 : Le Carrosse du Saint Sacrement, de Prosper Mérimée, comédie sur le pouvoir politique et religieux en la ville de Lima au XVIIIe siècle.
- 1868 : La Périchole, opéra-bouffe en deux puis trois actes de Jacques Offenbach.
- 1927 : The Bridge of San Luis Rey (Le Pont du roi Saint Louis), roman de Thornton Wilder, gagnant du Prix Pulitzer du meilleur roman en 1928 et porté trois fois au cinéma.
- 1929 : The Bridge of San Luis Rey, film de Charles Brabin (première version basée sur le roman du même nom), dont le rôle principal est joué par l'étoile française Lili Damita.
- 1936 : La Perricholi, roman biographique de Luis Alberto Sánchez.
- 1944 : The Bridge of San Luis Rey, film de Rowland V. Lee (deuxième version basée sur le roman du même nom), rôle principal joué par Lynn Bari.
- 1953 : Le Carrosse d'Or, film de Jean Renoir, rôle principal joué par Anna Magnani
- 1988 : Le vice-roi et l'actrice, œuvre théâtrale de Víctor Huerta Flores, où apparaissent dans les rôles titre Luis Álvarez et Patricia de la Fuente.
- 1992 : La Perricholi, ballet, de Jimmy Gamonet des Heros.
- 1992 : La Perricholi, minisérie péruvienne d'Eduardo Adrianzén et Michel Gómez, avec Mónica Sánchez dans le rôle principal.
- 2004 : The Bridge of San Luis Rey, film de Mary McGuckian (troisième version basée sur le roman du même nom), où apparaissent Gabriel Byrne, Robert De Niro, Kathy Bats, Pilar López d'Ayala et Geraldine Chaplin.
- 2005 : La Perricholi, comédie musicale argentine avec Lucrecia Castagnino pour le livret et une musique de Carlos Castro (1943-2010) ; œuvre dirigée par Mario Zeppa, interprétée par Juanjo Soigne (tenor), Sol Benasar (soprano), Rodolfo Giglione (barítono) et Raúl de Malmayne (tenor)[3].
- 2008 : La rose de la vice-royauté, roman de Jeamel Fleurs (mention d'Honneur au Prix Único du Roman de la Banque Centrale des Réserves du Pérou).
- 2009 : La Miquita de Palma de Saulo Balvín, essai sur la tradition de Ricardo Palma.
- 2011 : La Perricholi, feuilleton péruvien de Michel Gómez, avec Melania Urbina Keller.